# Tình anh bán chiếu
Tình anh bán chiếu là bản vọng cổ được  NSND Viễn Châu sáng tác vào năm 1959 và nổi tiếng qua giọng ca của NSND Út Trà Ôn. Đây được xem là "bài vọng cổ vua", hễ nhắc tới Viễn Châu là nhiều người nhớ đến.

## Nội dung

### Tóm tắt
Bài vọng cổ kể về chuyện lãng mạn, si tình của anh bán chiếu (quê ở Cà Mau). Khi anh đến Ngã Bảy, Phụng Hiệp, tỉnh Hậu Giang đã được một cô gái đưa vào tận phòng riêng để đo ni chiếc giường gỗ đỏ và đặt làm đôi chiếu bông loại xịn nhất. Xao xuyến trước người đẹp, anh chàng ra giá như cho, rồi luýnh quýnh quay về miệt mài chọn lựa từng cọng lác sợi gai, tỉ mẩn dệt đôi chiếu cho thật tinh xảo để lấy lòng cô gái.
Nhưng mãi đến một năm sau, khi anh chàng mang đôi chiếu đến giao cho người đẹp, thì mới hay tin nàng đã theo chồng sang xứ khác. Anh buồn bã trước tin này và cuối cùng là lời tâm sự của anh bán chiếu với mối tình này.

### Biến thể
Bài này được biến thể thành nhiều bài khác như: Tình anh bán chiếu (đổi lời), Tâm sự tình anh bán chiếu,...

## Tầm ảnh hưởng
Tình anh bán chiếu đã đưa Ngã Bảy trở thành địa danh được nhiều du khách biết đến.

## Nghệ sĩ thể hiện
Bài hát này được rất nhiều nghệ sĩ thể hiện, như: Phương Quang, Thanh Sang, Minh Vương, Vũ Linh, Kim Tử Long, Lê Tứ,... nhưng với nhiều người, bài này dường như chỉ dành riêng cho NSND Út Trà Ôn.